# Kongregacja Niepokalanego Poczęcia

Klasztory benedyktynek należące do Kongregacji Niepokalanego Poczęcia, na tle granic II i III RP, z zaznaczeniem wysiedlenia klasztorów z Kresów Wschodnich

Kongregacja Niepokalanego Poczęcia Najświętszej Maryi Panny – kongregacja zrzeszająca wszystkie klasztory mniszek benedyktynek w Polsce. Założona w 1933. Obecnie należy do niej 9 klasztorów. Od 2017 na jej czele stoi matka Klara Lechoszest, przełożona klasztoru w Drohiczynie. Jej asystentkami są matka Stefania Polkowska ze Staniątek i matka Faustyna Foryś z Żarnowca.

## Członkowie
Obecnie do Kongregacji należy 9 domów:
- Opactwo Wszystkich Świętych w Krzeszowie (wspólnota przeniesiona ze Lwowa)
  - Klasztor Świętego Józefa w Wołowie (przeorat) (dawna wspólnota benedyktynek ormiańskich, przeniesiona ze Lwowa)
- Opactwo Przenajświętszej Trójcy w Łomży
  - Klasztor Wszystkich Świętych w Drohiczynie (przeorat) (wspólnota przeniesiona z Nieświeża)
- Opactwo Świętej Trójcy w Przemyślu
  - Klasztor w Jarosławiu (przeorat)
- Opactwo Świętego Wojciecha w Staniątkach
- Opactwo Wniebowzięcia NMP w Sierpcu (wspólnota przeniesiona z Nieświeża)
- Opactwo Zwiastowania NMP w Żarnowcu (wspólnota przeniesiona z Wilna)